# 구마가와 철도

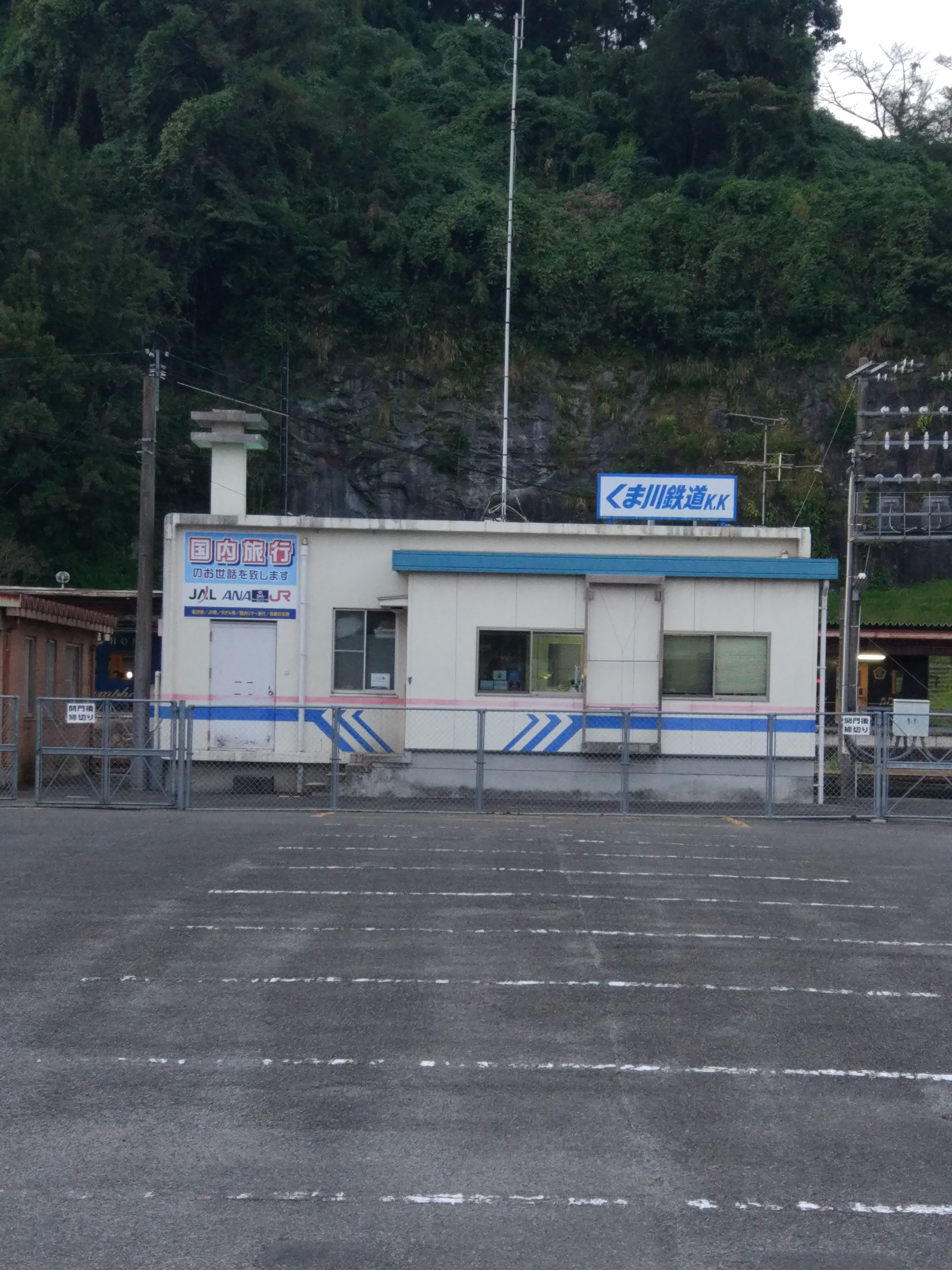

구마가와 철도 주식회사, 또는 쿠마가와철도주식회사(일본어: くま川鉄道 株式会社)는 일본 구마모토현의 철도 기업이다.
규슈 여객철도 유노마에 선을 계승하기 위하여 1989년에 제3 섹터 방식으로 설립되었다.

## 역사
- 1989년
  - 4월 26일: 설립.
  - 10월 1일: 유노마에 선을 계승, 영업 개시.

## 보유 노선
- 유노마에 선: 히토요시온센 ~ 유노마에, 24.8 km

## 보유 차량
- KT-500형 동차: 2014년 도입